# Cecilia Ordóñez
Cecilia Ordóñez París (Pamplona, 11 de enero de 1949) es una ceramista y arista plástica colombiana. Estudió esmaltes en París en la Escuela Paul Savignie en 1971, Cerámica en 1976 la Universidad Nacional de Colombia y maestría en artes en la Universidad de Iowa, Estados Unidos en 1980. Es una artista ceramista que forma aparte de la Academia Internacional de Cerámica.

## Obras
Las obras de la artista colombiana se pueden encontrar en varias colecciones de distintos museos de arte moderno en Bogotá, Bucaramanga y Pamplona. En el Museo de Arte de Ponce en Puerto Rico, en el Museo del Banco de América en Caracas, Venezuela y en el Museo de la ciudad de Vallauris en Francia.
- Cosmos.
- Polo Norte.
- The Wall.
- Desde el jardín.
- Glaciares y Objetos.
- Luces y Sombras.
- Animales Marinos.